# Графство Зайн
Графство Зайн (на немски: Grafschaft Sayn; Seyne [gra:fʃaft zaɪn]) е територия на Свещената Римска империя в историческия регион Вестервалд в днещен Рейнланд-Пфалц, Германия.

## История
За пръв път графският род е споменат в документ през 1139 г. чрез Еберхард I фон Зайн (1139 – 1176), женен за Хедвиг или Кунигунда фон Изенбург. Фамилията се нарича на построения от нея през 10 или 11 век замък Зайн при Бендорф, близо до Кобленц. Със смъртта на граф Хайнрих III през 1246 г. изчезва родът на старите графове на Зайн. Той е наследен от сестра му Аделхайд фон Зайн (1202 – 1263), омъжена за граф Готфрид III (1175 – 1218), граф на Спонхайм, и втори път за Еберхард Стари от Графство Еберщайн.
През 1246/1247 г. части от Графство Зайн са поделени между втория син на Готфрид III Хайнрих I от Господство Хайнсберг и първия му син Йохан I от Спонхайм-Щаркенбург (1206 – 1266).
Внук на Аделхайд и Готфрид III с името Готфрид I (1266 – 1284) основава младата линия на графовете на Зайн. Неговите синове разделят наследството през 1294 г.:
- Йохан II наследява Графство Зайн и основава линията на графовете на Зайн-Зайн;
- Енгелберт I наследява Фалендар и майчиното наследство Хомбург и основава линията на графовете на Зайн-Хомбург. Чрез наследяване на Графство Витгенщайн от 1361 г. фамилията се нарича Зайн-Витгенщайн.

От 1500 г. Графство Зайн принадлежи към Долнорейнския-Вествалски имперски окръг. Граф Адолф въвежда през 1560 г. реформацията.
Граф Вилхелм III (упр. 1605 – 1623) основава линията Зайн-Витгенщайн-Зайн, която изчезва с неговия седемгодишен внук Лудвиг през 1636 г. През 1652 г. графството става част от Зайн-Алтенкирхен, а през 1645 г. част от Графство Зайн-Хахенбург.
През 1791 г. Зайн-Алтенкирхен става владение на Прусия; през 1799 г. Зайн-Хахенбург попада под властта на князете от Насау-Вайлбург. От 1806 г. двете графства стават част от Херцогство Насау, а след Виенския конгрес от 1815 г. отново разделени.
През 1890 г. граф Адолф I, херцог на Насау, става велик херцог на Люксембург (1890 – 1905).